# レファレンス協同データベース
レファレンス協同データベース（レファレンスきょうどうデータベース、略称：レファ協）は、国立国会図書館が全国の図書館等と協同で構築している、レファレンスサービス支援のためのデータベースである。2023年3月末時点で907館が参加している。
全国の図書館がICTを用いてレファレンス業務に役立つデータベースを構築している点、そのデータベースをインターネット上に公開し一般利用者の検索に役立てているという点から、デジタルレファレンスサービスの一つであるとみなされている。

## 概要
公共図書館、大学図書館、専門図書館等におけるレファレンス事例、調べ方マニュアル、特別コレクション及び参加館プロファイルに係るデータを蓄積し、並びにデータをインターネットを通じて提供することにより、図書館等におけるレファレンスサービス及び一般利用者の調査研究活動を支援することを目的とする。2002年からの実験を経て、2005年4月に本格事業化された。なお、事例等の記述要素は『レファレンス協同データベース標準フォーマット』に準拠している。

## 参加機関
本データベースに参加し、利用できるのは以下の機関に限られる。なお参加は無料である。
- 学校教育法第1条の大学又は高等専門学校に設置された図書館又は研究所
- 図書館法の規定に基づく図書館又はこれに準ずる機関
- 官庁、公益法人、企業、専門団体等によって運営される図書館又は図書室のうち、国立国会図書館長が適当と認めるもの
- 学校図書館法第2条の学校図書館を設ける学校又は学校図書館関係者を会員とする、学校図書館の運営若しくは技術について研究若しくは研修の活動を行っている団体（「学校図書館関係団体」）
- 国立国会図書館長が適当と認める図書館又はこれに準ずる機関

## データベースの公開レベル
データベースの公開レベルは一般公開、参加館公開、自館のみ参照の3段階となっており、登録館が自由に選択・変更することができる。一般公開での事例の総登録件数は10万件を突破している。

## 意義

### 図書館にとっての意義
日本でレファレンスサービスが始まった段階から、レファレンスの質問は繰り返される傾向にあることが指摘されていたが、過去の事例が参照されることは少なく、レファレンス記録の作成は非効率的だという声が上がっていた。しかし、レファレンス協同データベースの登場により、同データベースに収録された事例がレファレンス情報源として参照できるようになった。他にも、図書館員のための研修教材、図書館のPR素材として利用されている。
専門図書館にとっては、専門的なレファレンス事例をインターネットで共有することで、埋もれた資料の価値の再発見が促すことができると指摘されている。また、依田紀久は「薬学図書館があたりまえと思っている情報は、実は公共図書館にとってはあまり知られていないことも多いのではないだろうか」と述べ、その分野の基礎知識が把握できるようなレファレンス事例の共有を専門図書館に呼びかけている。
未解決となった質問を公開し、追加情報を募集している。

### 利用者にとっての意義
利用者にとってレファレンス協同データベースは、各種調査の情報源として利用できるほか、レファレンスというサービスを知るきっかけになるとも指摘されている。また、大学図書館が共有する事例は、情報リテラシーの教材となりうるとも指摘されている。

### 図書館情報学の研究者や司書課程の担当教員にとって
図書館情報学の研究者や司書課程の担当教員にとってレファレンス協同データベースは、研究素材や教材として用いることができると指摘されている。実際、慶應義塾大学では、レファレンス事例データに基づいたパスファインダー作成をテーマとした実習型講義が行われた。

## 課題
データの作成に伴う図書館員の業務量の増大が指摘されている。